# Калманович Мойсей Йосипович
Мойсей Йосипович Калманович (нар. 1888, село Рибінське Канського повіту Єнісейської губернії, тепер село Рибне Красноярського краю, Російська Федерація — розстріляний 27 листопада 1937, Москва) — радянський державний діяч, народний комісар зернових і тваринницьких радгоспів СРСР. Член ЦВК СРСР у 1927—1937 роках. Член Центральної контрольної комісії ВКП(б) у 1927—1930 роках. Кандидат у члени ЦК ВКП(б) у 1930—1937 роках.

## Біографія
Народився в родині єврейського торговця. У навчальних закладах не навчався, здобув середню освіту в межах курсу гімназії самоосвітою.
Член Партії соціалістів-революціонерів з 1904 (1907) року в містах Томську, Іркутську та Канську.
З вересня 1906 по травень 1909 року працював репетитором у Томську та Іркутську.
У 1909—1912 роках — рядовий російської армії.
У травні 1912 — липні 1914 року — службовець торгової крамниці в місті Канську Єнісейської губернії.
У серпні 1914 — березні 1917 року — рядовий російської армії на Західному фронті, учасник Першої світової війни.
У квітні — жовтні 1917 року — член виконавчого комітету ради солдатських депутатів Західного фронту в Мінську.
Член РСДРП(б) з червня 1917 року.
У 1917 році — член Північно-Західного обласного комітету РСДРП(б).
З жовтня 1917 по лютий 1918 року — начальник Мінського гарнізону, член військово-революційного комітету Західної області і Західного фронту, член виконавчого комітету Західної області та комісар продовольства виконавчого комітету рад Західної області в місті Мінську.
З січня по 10 квітня 1918 року — голова Ради народних комісарів Західної області. У лютому — грудні 1918 року — комісар продовольства Ради народних комісарів Західної області в Смоленську, член Смоленського губернського комітету РКП(б).
31 грудня 1918 — 4 березня 1919 року — заступник голови Президії ЦП КП(б) Білорусі, член Тимчасового революційного уряду Білорусі. З лютого 1919 року — заступник голови ЦВК РСР Білорусі.
З 28 лютого по серпень 1919 року — член Ради оборони і народний комісар продовольства Литовсько-Білоруської РСР, член Політбюро ЦК КП(б) Литви і Білорусі.
У серпні 1919 — лютому 1920 року — голова особливої продовольчої комісії Західного фронту РСЧА в Смоленську.
У лютому 1920 — квітні 1921 року — заступник народного комісара продовольства Української СРР.
У квітні 1921 — квітні 1922 року — голова Сибірського продовольчого комітету в Новосибірську.
У квітні — грудні 1922 року — заступник народного комісара продовольства (праці?) Української СРР.
У грудні 1922 — квітні 1923 року — голова правління Всеукраїнської кооперативної спілки споживчих товариств (Вукоопспілки) в Харкові.
У квітні 1923 — червні 1924 року — заступник народного комісара продовольства СРСР.
7 липня1923 — 31 травня 1924 року — народний комісар продовольства РРФСР.
У червні 1924 — березні 1927 року — голова правління Державного тресту цукрової промисловості «Цукротресту» Вищої ради народного господарства (ВРНГ) СРСР.
У березні 1927 — березні 1928 року — голова правління Промислового банку СРСР, член ВРНГ СРСР.
У березні — серпні 1928 року — член колегії та керівник групи Народного комісаріату робітничо-селянської інспекції СРСР.
У серпні 1928 — жовтні 1930 року — голова правління Зернотресту Народного комісаріату землеробства СРСР. Одночасно, з 16 грудня 1929 по жовтень 1930 року — заступник народного комісара землеробства СРСР.
18 жовтня 1930 — 4 квітня 1934 року — голова правління Державного банку СРСР. Одночасно, в листопаді 1930 — 4 квітня 1934 року — заступник народного комісара фінансів СРСР.
4 квітня 1934 — 11 квітня 1937 року — народний комісар зернових та тваринницьких радгоспів СРСР. З жовтня 1935 по червень 1937 року одночасно був головою ради Народного комісаріату зернових та тваринницьких радгоспів СРСР.
11 червня 1937 року заарештований органами НКВС. Засуджений Воєнною колегією Верховного суду СРСР 27 листопада 1937 року до страти, розстріляний того ж дня. Похований на Донському цвинтарі Москви.
19 травня 1956 року реабілітований, 23 червня 1956 року посмертно поновлений в партії.